# Hötzelsdorf-Geras
Hötzelsdorf-Geras (niem. Bahnhof Hötzelsdorf-Geras) – stacja kolejowa w gminie Geras, w miejscowości Hötzelsdorf, w kraju związkowym Dolna Austria, w Austrii. Znajduje się na Franz-Josefs-Bahn biegnącej z Wiednia do Gmünd. Stacja jest jednym z najsłabiej uczęszczanych przystanków na linii Franz-Josefs-Bahn ze względu na bliskość stacji Sigmundsherberg, która ma znacznie większe znaczenie.

## Historia
Stacja powstała w trakcie budowy Franz-Josefs-Bahn między Eggenburg i Gmünd w latach 60. XIX w i otwarta została w 1869 roku. W następnym roku ukończono budowę odcinka Eggenburg-Wien Franz-Josefs-Bahnhof.
W 1994 roku stacja została przebudowana w trakcie modernizacji Franz-Josefs-Bahn, która obejmowała elektryfikację między Sigmundsherberg i Gmünd oraz podwyższenie peronu.

## Infrastruktura
Stacja ma ogrzewaną poczekalnię z miejscami do siedzenia i ogólnodostępną toaletę.
Stacja ma dwa perony. Do perony wyspowego dociera się poprzez przejście w poziomie torów. Peron 1 jest używany tylko w wyjątkowych przypadkach, większość pociągów zatrzymuje się na peronie 2.
Przy wjeździe do stacji znajduje się przystanek autobusowy, na wschód znajduje się obiekt P+R o pojemności 70 miejsc parkingowych.

## Linie kolejowe
- Linia Franz-Josefs-Bahn

## Połączenia
| Linia | Trasa | Częstotliwość (min) | Uwagi                      |
| ----- | --- | ------------------- | -------------------------- |
| REX   | České Velenice/Gmünd N.Ö. – Hötzelsdorf-Geras – Sigmundsherberg – Eggenburg – Tulln an der Donau – Wien Franz-Josefs-Bahnhof | ~120                | w godzinach szczytu 60 min |